# شوشاب
شوشاب (به لری: شوشِو) روستایی از توابع بخش مرکزی شهرستان ملایر در استان همدان ایران است.

## جمعیت
این روستا در دهستان حرم‌رود علیا قرار دارد و براساس سرشماری مرکز آمار ایران در سال ۱۳۹۵، جمعیت آن ۴۲۱ نفر (۱۴۱خانوار) بوده است.
مردم این روستا لک زبان و به زبان لکی تکلم میکنند.